# Valtter Laaksonen
Valtter Laaksonen (Turku, 3 maggio 1984) è un ex calciatore finlandese, di ruolo centrocampista.

## Carriera

### Club
Laaksonen iniziò la carriera con la maglia dell'Inter Turku. Nel 2008, passò al Sogndal. Il 13 aprile esordì nell'Adeccoligaen, sostituendo Lennox Kanu nel successo per 1-0 sullo Haugesund. Il 3 agosto dello stesso anno, segnò la rete decisiva per la vittoria per 1-0 sul Bryne.
Durante il 2009, passò in prestito allo Stavanger. Debuttò in squadra il 16 agosto, nella vittoria per 2-0 sullo Skeid (ove andò anche a segno).
Nel 2010 tornò in patria per giocare nelle file del Vaasan Palloseura.